# Ещадио до Маракана
Еща̀дио до Марака̀на (официалното му име е Ещадио Жорналиста Марио Фильо, на португалски: Estádio do Maracanã), или само „Маракана“, е футболен стадион в Рио де Жанейро, Бразилия. Собственост е на държавното управление. Маракана е името на квартала, в който се намира стадионът.
Стадионът е открит през 1950 година, за Световното първенство по футбол, като на него се играе и последният мач от финалната група, където Бразилия губи с 1:2 от Уругвай. Оттогава Маракана се използва от големите клубове в Рио де Жанейро – Ботафого, Фламенго, Флуминензе и Вашку да Гама. Той също е сцена на множество концерти и други спортни и развлекателни събития. При създаването си е бил с внушителния капацитет от 210 000 места – най-големият в света. Никога не е изпълван до краен предел, но на фактическия финал между Бразилия и Уругвай на 16 юли 1950 г. все пак е поставен рекорд за посещаемост на футболен мач в историята от 199 854 зрители.

След направените реконструкции, капацитетът му към 2014 г. е 78 838 места, което го прави най-големият стадион в страната, а и в цяла Южна Америка.

## Построяване на Ещадио до Маракана
След като Бразилия получава домакинството на Световното първенство по футбол, правителството решава да построи нов стадион за турнира. Проектът е съставен от седем бразилски архитекта: Мигел Фелдман, Валдир Рамос, Рафаел Галвао, Оскар Валдетаро, Орландо Азеведо, Антонио Диас Карнейро и Педро Пауло Бернандес Бастош. Първата копка е направена на 2 август 1948 година, а първият мач от световното първенство е предвиден да се играе на 24 юни 1950 година, което означава, че за изграждането и откриването на стадиона Бразилия разполага с по-малко от 2 години. Въпреки ентусиазма на правителството и на строителите, работите изостават от графика, което кара ФИФА да изпрати доктор Оторино Бараси, който е главният организатор на Световното първенство през 1934 година, за да помага в Рио де Жанейро със своите знания. Към работещите 1500 души се присъединяват още 2000, което позволява стадиона да бъде открит за първенството. Пълното му завършване обаче е чак през 1965 година.

## Откриване и Световно първенство 1950. Мараканазо
Мачът за откриването на Ещадио до Маракана се провежда на 16 юни 1950 година между отборите на звездите от Рио де Жанейро и Сао Пауло, който завършва 3:1 за домакините. Играчът отбелязал първия гол е Диди. Въпреки че ФИФА позволява на стадиона да се играят мачове, по него има да се извършват доста довършителни работи – липсват тоалетни и той все още изглежда като строителна площадка.
В първия официален мач, този от откриването на Световното първенство, Бразилия побеждава Мексико с 4:0, като първият голмайстор в мача е Адемир, който бележи в 30-ата минута. Той вкарва още един гол, а останалите са дело на Балтазар и Яир. 81 000 зрители на стадиона виждат победата на домакините, а мачът е свирен от английския съдия Джордж Рийдър. Пет от шестте мача на Бразилия в турнира се играят на Маракана, като единствено изключение прави равенството 2:2 с Швейцария.
В крайна сметка Бразилия достига до финалната група от 4 отбора, където в последния решаващ мач играе с Уругвай. Домакините повеждат с 1:0, но губят мача с 1:2, въпреки оглушителните викове на хилядите фенове по трибуните. Това поражение на родна земя остава като значимо събитие в историята на Бразилия и е популярно с термина „Мараканазо“.

## Годините след домакинството на Световното първенство 1950
Освен изпълнените почти до краен предел трибуни на Маракана по време на финала между Бразилия и Уругвай, стадионът е отбелязал още няколко рекорда за посещаемост. През 1954 година, на мача между домакините и Парагвай, по трибуните има 183513 зрители, които са влезли с билети, а е имало и още, които са били със специални покани, а през 1963 година, на мача между Фламенго и Флуминензе се събират 177656 души. През същата година, квадратните греди са заменени с кръгли, но като цяло стадионът все още не е завършен. Окончателното приключване на строителните работи по Маракана става 17 години след първата копка – 1965.
След края на Световното първенство през 1950 година стадионът се използва основно от четирите големи отбора от Рио де Жанейро в мачовете им от Копа до Бразил (Купата на Бразилия) и Кампеонато Кариока (първенството). През септември 1966 година, след смъртта на журналиста и значима спортна фигура Марио Родригес Фильо, администраторите на стадиона решават да нарекат съоръжението на негово име – Ещадио Жорналиста Марио Родригес Фильо (без този виден активист може би стадионът нямаше да го има). Въпреки това псевдонимът Маракана продължава да се използва, като той е по-популярен от официалното му име.
През 1969 година Пеле вкарва своя гол номер 1000 в кариерата си, в мача на неговия Сантос срещу Вашку да Гама през 125 000 зрители. През 1989 година, Зико вкарва последния си гол за „Фламенго“, който е негов 333 на този стадион. Този рекорд не е подобрен.

## Реконструкции
Постепенно най-горните му трибуни започват да се рушат, тъй като рядко са използвани, но затова има и логично обяснение – от горните редове до терена разстоянието е било около 250 – 300 метра.

През 1990 година капацитетът на стадиона е намален на 73 916 седящи места.

През 1992 г. една от най-горните трибуни на стадиона се срутва, което води до 3 жертви и над 50 тежко ранени фенове. След тази трагедия капацитетът на всички местни стадиони е намален значително.
Тъй като пътеките между редовете са широки, там могат да се поместят още футболни фенове.

За неговата 50-годишнина през 2000 година на „Маракана“ започват ремонти, при които е планирано капацитетът му да се увеличи до 103 000. След дълги дискусии и затваряне за 9 месеца между 2005 и 2006 година, през януари 2007 година реконструираният стадион отново е отворен, като може да побере 82 238 зрители.
Заради Световното първенство през 2014 година в Бразилия, стадионът е модернизиран основно. При реконструкцията на стадиона е запазена оригиналната му фасада. Вътре в стадиона е разрушена най-долната трибуна, така че зрителите да имат по-добра видимост към терена. Вече със 78 838 седящи места, а капацитетът му според международните изисквания е 74 804.

През 2014 година гордостта на Рио де Жанейро приема мачове от Световното първенство по футбол, което го прави едва вторият стадион след мексиканския „Ацтека“, който има тази чест. На „Маракана“ се играят 6 мача – 3 в групите, 1 осминафинал, 1 четвъртфинал и финалът на 13 юли.

## Забележителности и събития
Квартал „Маракана“ е тих жилищен район без хотели, ресторанти, барове и не е особено атрактивен за посетителите на Рио де Жанейро. Затова обикновено феновете отиват до стадиона малко преди да започне съответният мач. 

За туристическо посещение на Маракана се организират обиколки с екскурзовод, които включват красиви панорамни гледки на и от стадиона. Интересни обекти за посещение във вътрешността са зала Де Фама и Калкада Де Фама – място, където някои от световноизвестните играчи са оставили отливки от краката си в паветата на тротоара. Достъпът с фотоапарат е позволен. 

Стадионът е част от комплекс, който включва и спортна зала, наречена „Мараканазиньо“ (Малката Маракана). Всяка първа събота на месеца има ден на отворените врати, когато се правят туристически обиколки на съоръжението.

Специално по време на ремонтните дейности през 2013 г. до обекта е построена Стъклената кула (Torre de Vidro), за да могат туристите и феновете от всички страни да наблюдават на живо какво се случва в стадиона. 
С течение на времето „Маракана“ се превръща в знаково спортно съоръжение, като на него се провеждат различни събития, като шоута и мачове от спортове, които са любими на бразилците (най-често волейбол). Днес на стадиона се провеждат бразилски футболни първенства и мащабни музикални концерти. Папа Жоао Пауло II е отслужвал и големи литургии пред множество от хора на този стадион. През 2000 г. в чест на петдесетата годишнина на „Естадио до Маракана“, тържеството, провело се в зала „Де Фама“, започва с почит към петдесетте най-важни играчи в историята на стадиона. 

## Рекордни посещения
Десетте най-големи посещения на футболни мачове на Маракана са:

| №   | Дата       | Мач                          | Зрители |
| --- | ---------- | ---------------------------- | ------- |
| 1   | 16.7.1950  | Бразилия – Уругвай 1:2       | 199 854 |
| 2   | 21.3.1954  | Бразилия – Парагвай 4:1      | 195 513 |
| 3   | 15.12.1963 | Флуминензе – Фламенго 0:0    | 194 603 |
| 4   | 31.8.1969  | Бразилия – Парагвай 1:0      | 183 341 |
| 5   | 04.4.1976  | Фламенго – Вашку да Гама 1:1 | 174 770 |
| 6=  | 15.6.1969  | Флуминензе – Фламенго 3:2    | 171 599 |
| 6=  | 15.6.1969  | Ботафого – Поргугеза 0:0     | 171 599 |
| 7   | 22.12.1974 | Фламенго – Вашку да Гама 0:0 | 165 358 |
| 8   | 09.3.1977  | Бразилия – Колумбия 6:0      | 162 764 |
| 9   | 06.12.1981 | Фламенго – Вашку да Гама 2:1 | 161 989 |
| 10= | 06.5.1973  | Фламенго – Вашку да Гама 1:0 | 160 342 |
| 10= | 06.5.1973  | Бангу – Магейра 2:1          | 160 342 |